# Сіріус (БПЛА)
Сіріус (БПЛА) — проєкт російського ударного безпілотного літального апарата, що розробляється російською компанією «Кронштадт», подальший розвиток дронів «Оріон». Під час експлуатації повинен отримати найменування «Іноходець-РУ».

## Історія
Вперше макет дрону представлений у 2019 році на авіасалоні МАКС-2019.
9 листопада 2021 року було оголошено про початок збирання прототипу безпілотника.
24 серпня 2021 міноборони РФ підписало контракт з компанією «Кронштадт» на постачання безпілотника «Сіріус».
27 січня 2022 в міноборони РФ заявили, що постачання «Сіріуса» почнеться до 2023.
31 травня 2023 року здійснено перший політ

## Загальні відомості
«Сіріус» оснащений двома турбогвинтовими двигунами. «Сіріус» є розвитком легких безпілотників «Оріон». «Сіріус» зможе нести на собі авіабомби КАБ-100, фугасні авіабомби ФАБ-100, вільнопадаючі бомби РБК-500У, об'ємно-детонуючи авіаційни бомби ОДАБ-500ПМВ. Також передбачається, що «Сіріус» зможе нести керовані та некеровані авіаційні ракети.

## ТТХ
Тактико-технічні характеристики (ТТХ):
- довжина — 9 м.
- розмах крила — 20 м.
- максимальна злітна маса — 2,5 тонни.
- маса корисного навантаження — 450 кг.
- стеля — 7000 м.
- крейсерська швидкість — 180 км/год.